# María Luisa Borràs González
María Luisa Borràs González (Barcelona, 1 de febrero de 1931-Palafrugell, 23 de enero de 2010) fue una historiadora del arte, escritora, crítica y comisaria de exposiciones. Especialista en vanguardias y en Dadaísmo.
"El crítico no es un juez: es un puente entre los artistas y el público." –Maria Lluïsa Borràs.

## Formación

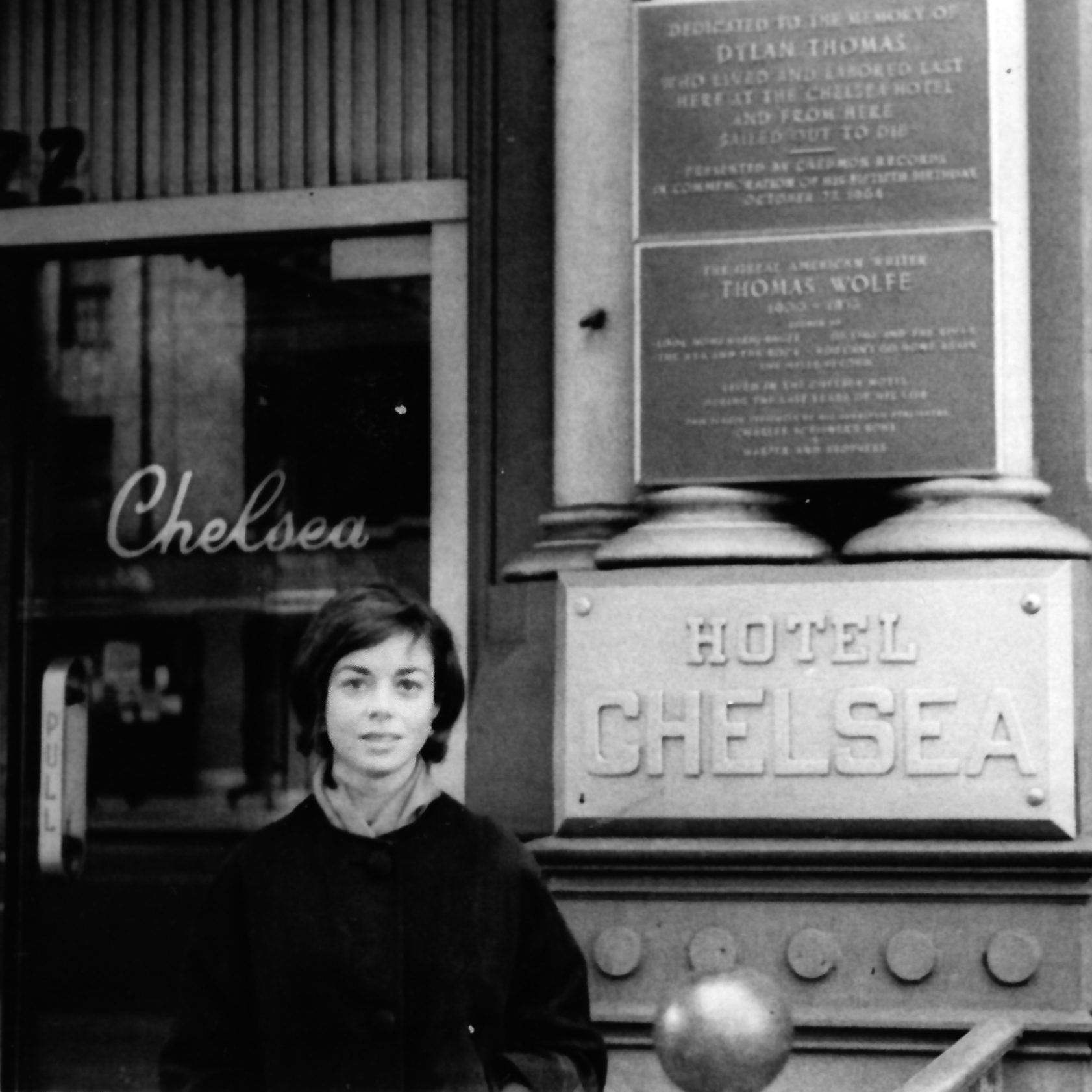
María Luisa Borràs en 1964 ante el Chelsea Hotel durante su época de estudios de arte contemporáneo en la New School de Nueva York

Se licenció inicialmente en Filosofía y Letras y a continuación en Semíticas en la Universidad de Barcelona. Unos años más tarde, en 1963, la Ford Foundation Award (Young Artist Project, International Institute of Education, New York) le permitió gracias a una beca residir un año en los EE. UU., cursar la especialidad de arte contemporáneo en la New School , y conocer de primera mano el arte contemporáneo norteamericano. Se doctoró en Historia del Arte en 1973 con su tesis sobre Francis Picabia.

## Trayectoria profesional

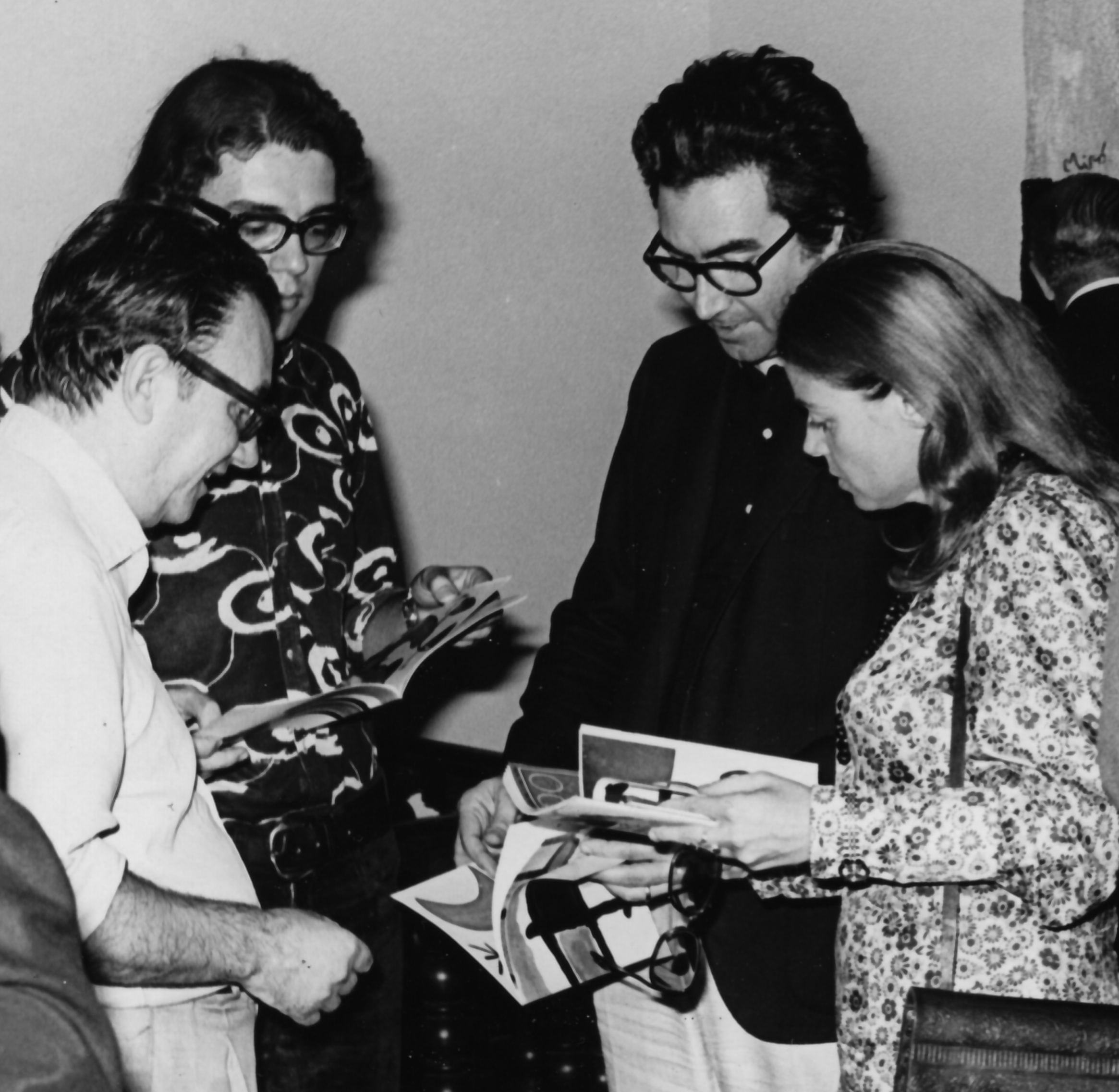
Joan Brossa, Joan Pere Viladecans, Antoni Tàpies y María Luisa Borràs en una exposición de Joan Miró (Sala Gaspar, Barcelona, 1971)

### JOAN PRATS Y ELCLUB 49
A partir del año 1964 se hizo cargo de la secretaría y programación del Club 49, y pronto colaboró con su fundador, Joan Prats  —activo promotor del arte de vanguardia en Cataluña— en la tercera etapa de los libros visuales Fotoscop (1966-1979) como autora del texto de siete de los títulos de la colección, realizando también, en dos ocasiones, las fotografías de los mismos (volúmenes "Domènech y Montaner: arquitecto del modernismo", y "Josep Lluís Sert, arquitectura mediterránea").Intervino en dos volúmenes más como autora de la selección y secuencia de las fotos.

### JOAN MIRÓ
Entre 1969 y 1973 ejerció como secretaria de Joan Miró. Durante esta misma época, junto con Joan Prats  y Francesc Vicens, impulsó activamente la creación de la Fundación Joan Miró, de la cual fue secretaria general (1971-1975) y miembro del patronato, además de miembro del comité ejecutivo. Años más tarde asumió estos mismos cargos en la Fundación Joan Brossa, designada en ambos casos por voluntad de los propios artistas a raíz de su amistad y compromiso.

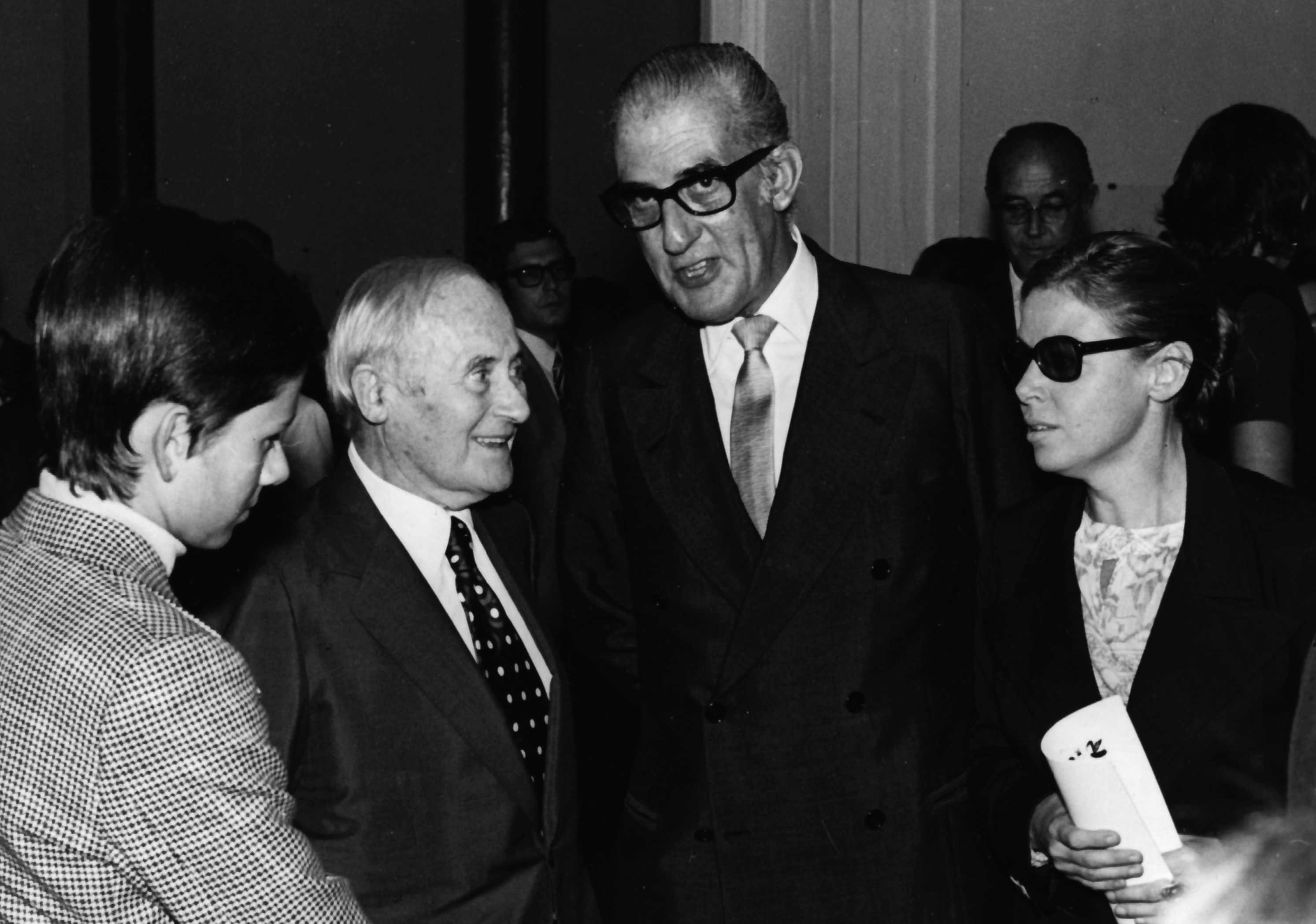
Joan Miró, Ricard Gomis, Maria Lluïsa Borràs, y Joaquim Gomis al fondo.

### DOCENCIA.
Fue profesora de la Universidad Autónoma de Barcelona entre 1969 y 1974, donde colaboró en la creación del primer Departamento de Arte. Allí impartió clases de Historia del Arte Contemporáneo, Teoría de las Artes, y concibió una nueva asignatura: Análisis y crítica de la obra de arte. También fue profesora en la escuela de diseño de Barcelona Eina.

### INVESTIGACIÓN Y NUEVAS TENDENCIAS.
Dirigió la sección de historia del arte en la editorial Salvat, realizando enciclopedias e historias del arte en colaboración con Francesc Vicens, Vicente Maestre y Eduard Carbonell, entre 1967 y 1973.

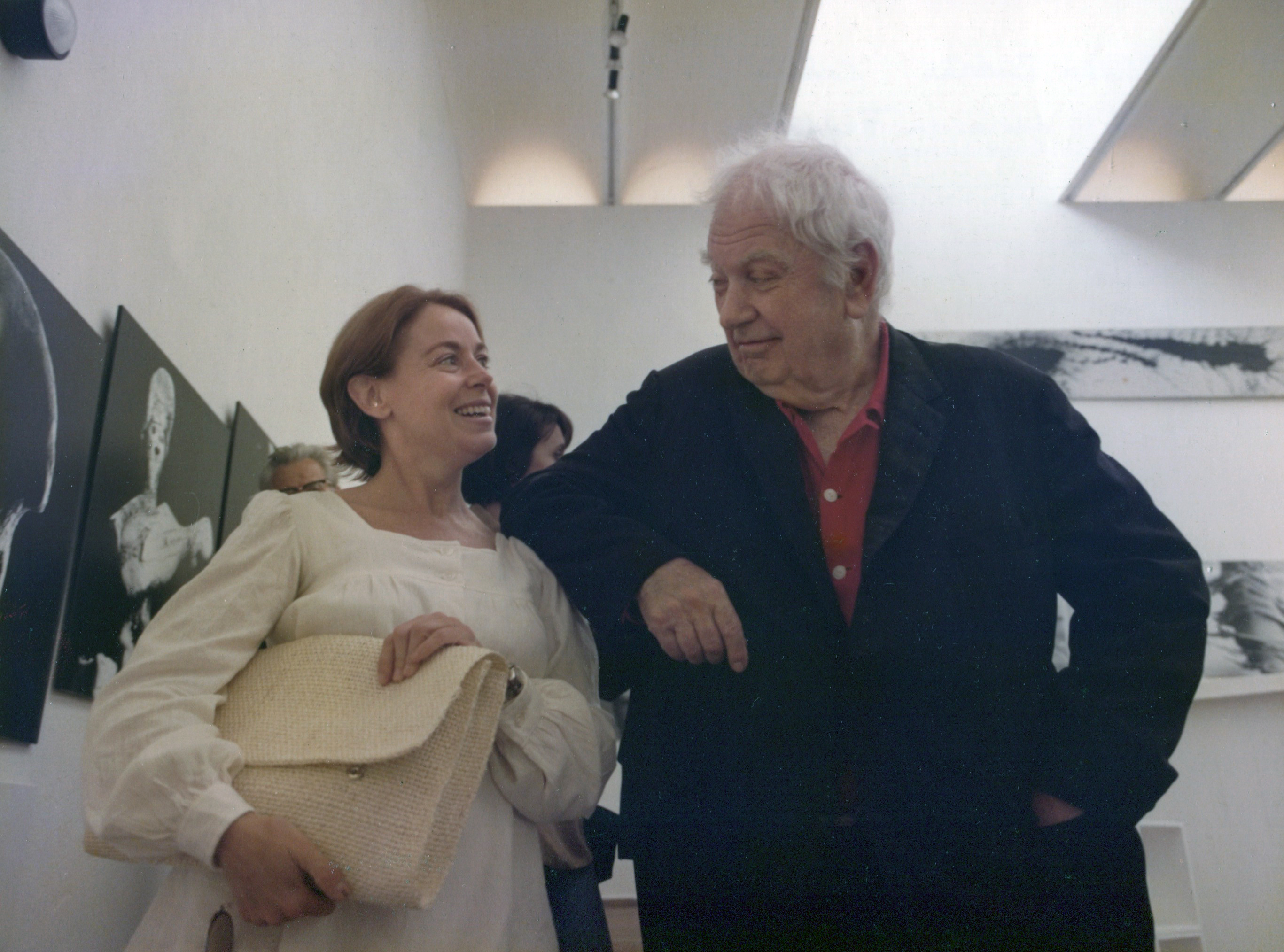
María Luisa Borràs y Alexander Calder conversando en una exposición

En 1985 publicó una extensa monografía sobre Picabia, fruto de diez años de investigación, elaborada a partir de su tesis doctoral, que fue traducida a cuatro idiomas y obtuvo el Premio de la Crítica, llegando a ser un libro de referencia.

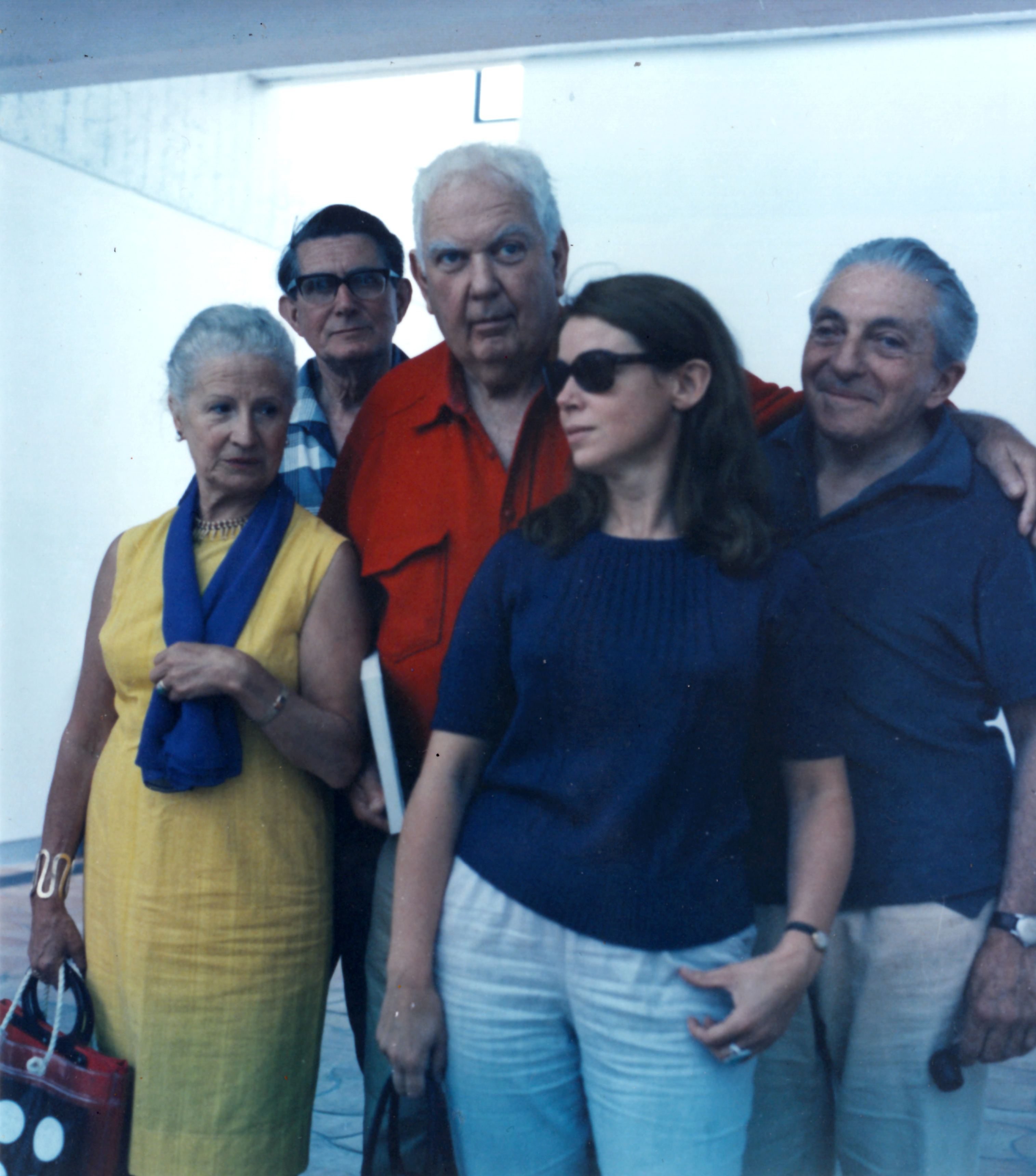
Monxa Sert, Roland Penrose, Alexander Calder, Maria Lluïsa Borràs y Joan Prats, en la Fondation Maeght de Sant Paul de Vence (Francia) 1968

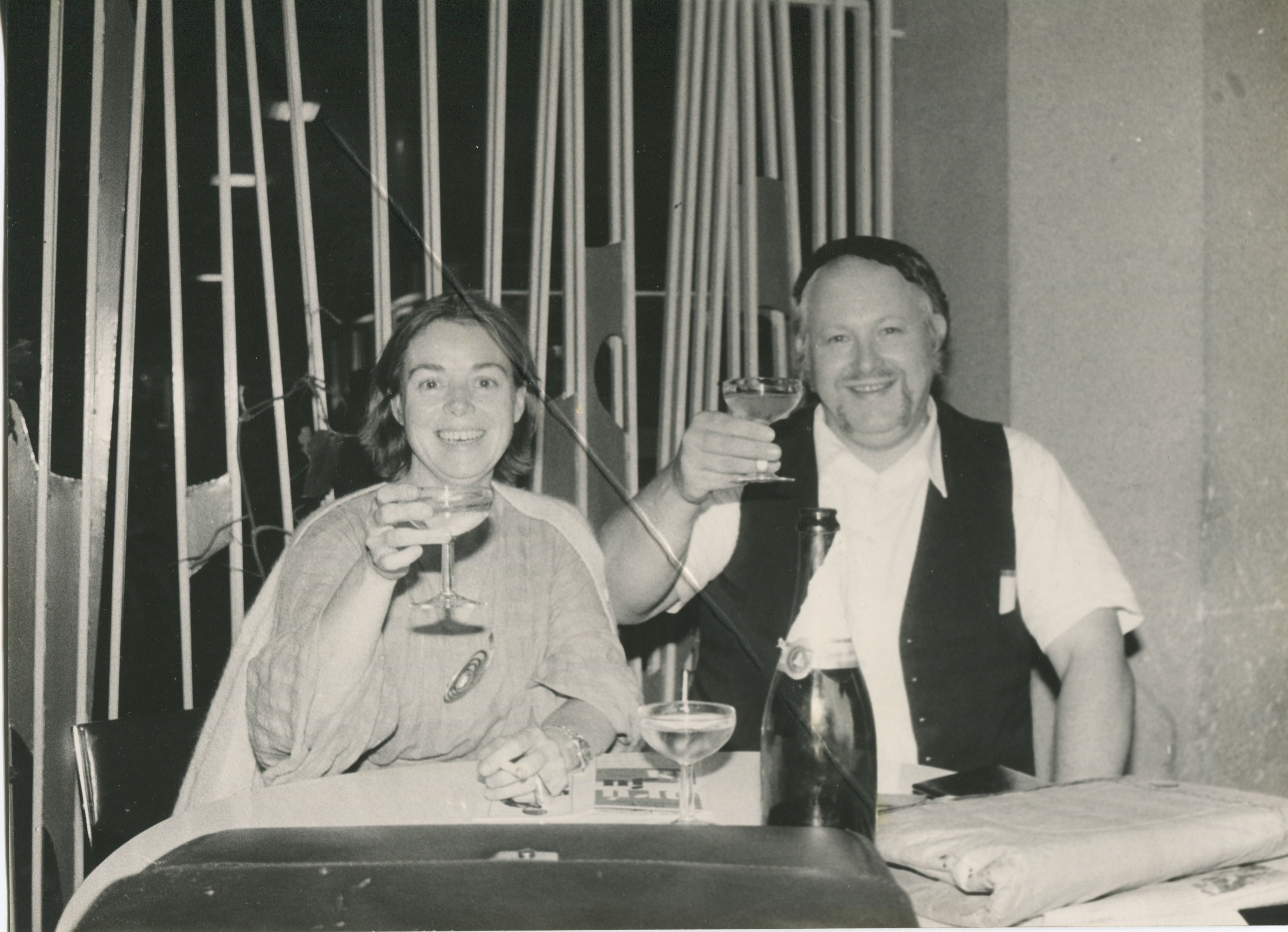
María Luisa Borràs y Wolf Vostell en 1970

Dedicada al estudio y a la divulgación del arte contemporáneo, escribió textos y ensayos en varias publicaciones extranjeras y también catalanas como Canigó o Destino (1968-1973), desde las cuales defendía todo tipo de manifestaciones artísticas contemporáneas, prestando especial atención a los acontecimientos que se celebraban en todo el mundo. Dio a conocer las nuevas tendencias (informalista, conceptual, minimalista, etc.), desarrollando a lo largo de su vida una defensa genérica de la modernidad. Colaboró en La Vanguardia  con su página semanal sobre arte durante treinta años (1977-2002), siendo corresponsal a partir del año 69 de revistas francesas como Art Vivant, Opus International y Canal, entre otros. Dirigió la revista de arte El Guía (1987), y durante la última etapa de su vida se trasladó a Palafrugell donde creó la revista cultural Vèlit (2004-2007). También colaboró con el Diari de Girona y la revista gerundense Bonart, apoyando a las nuevas tendencias como la vídeo creación y las instalaciones.

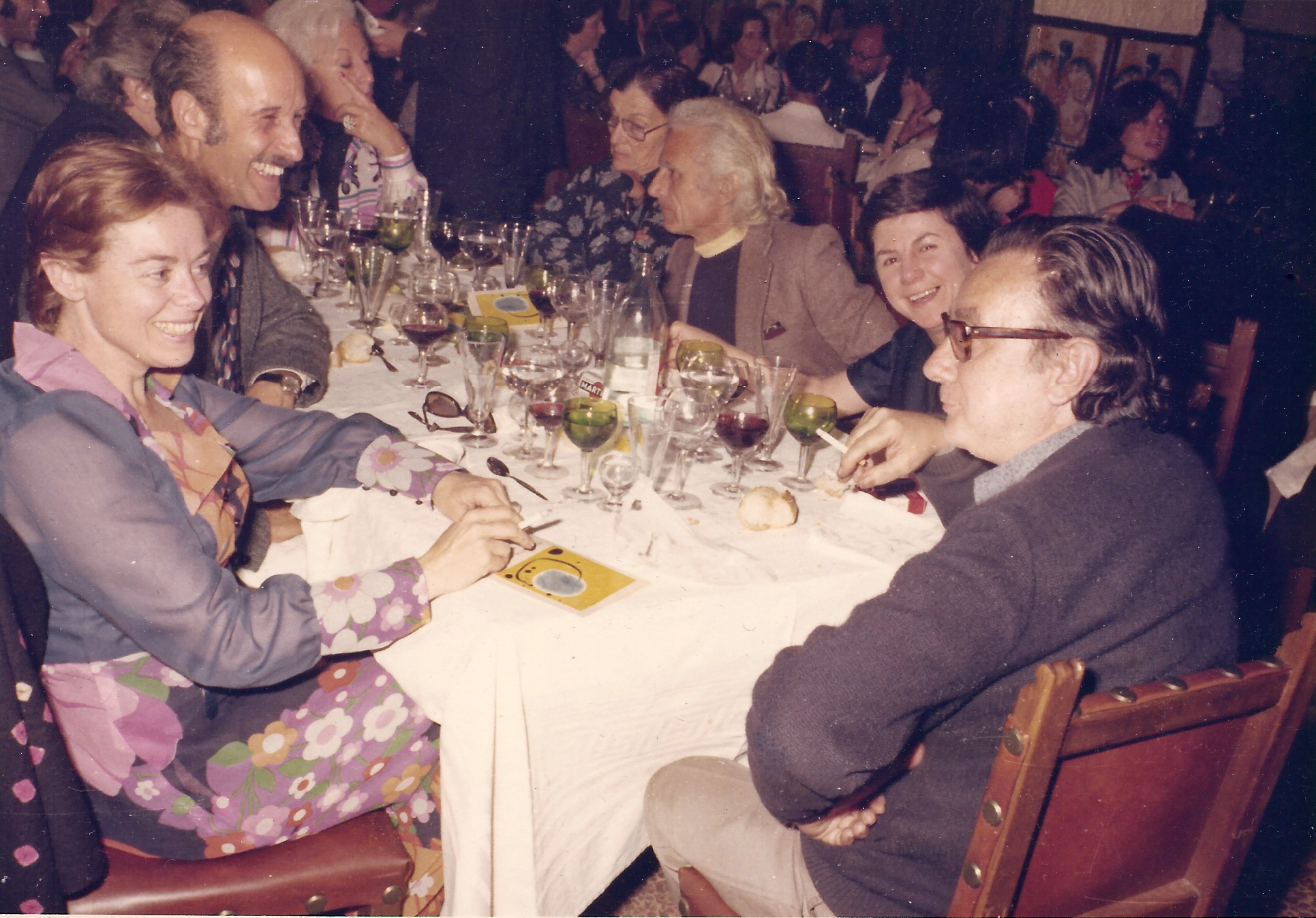
María Luisa Borràs, Francesc Vicens, Pepa Llopis y Joan Brossa en la celebració del 80 aniversario de Joan Miró, 3 de mayo de 1973.

### AUDIOVISUALES.
Durante la década de 1980 creó la productora Proviart, una empresa dedicada a la difusión de artistas catalanes con la cual realizó, como guionista, directora y productora, los documentales Antoni Tàpies (1981), Pablo Gargallo (1981), y Picasso nuestro (1982), colección que bautizó con el título de Fotoscops Sonors en recuerdo y homenaje a su mentor Joan Prats. Actualmente estos documentales se conservan en la Filmoteca Nacional de Cataluña. La Fundación Antoni Tàpies también dispone del film sobre el artista que lleva su nombre.

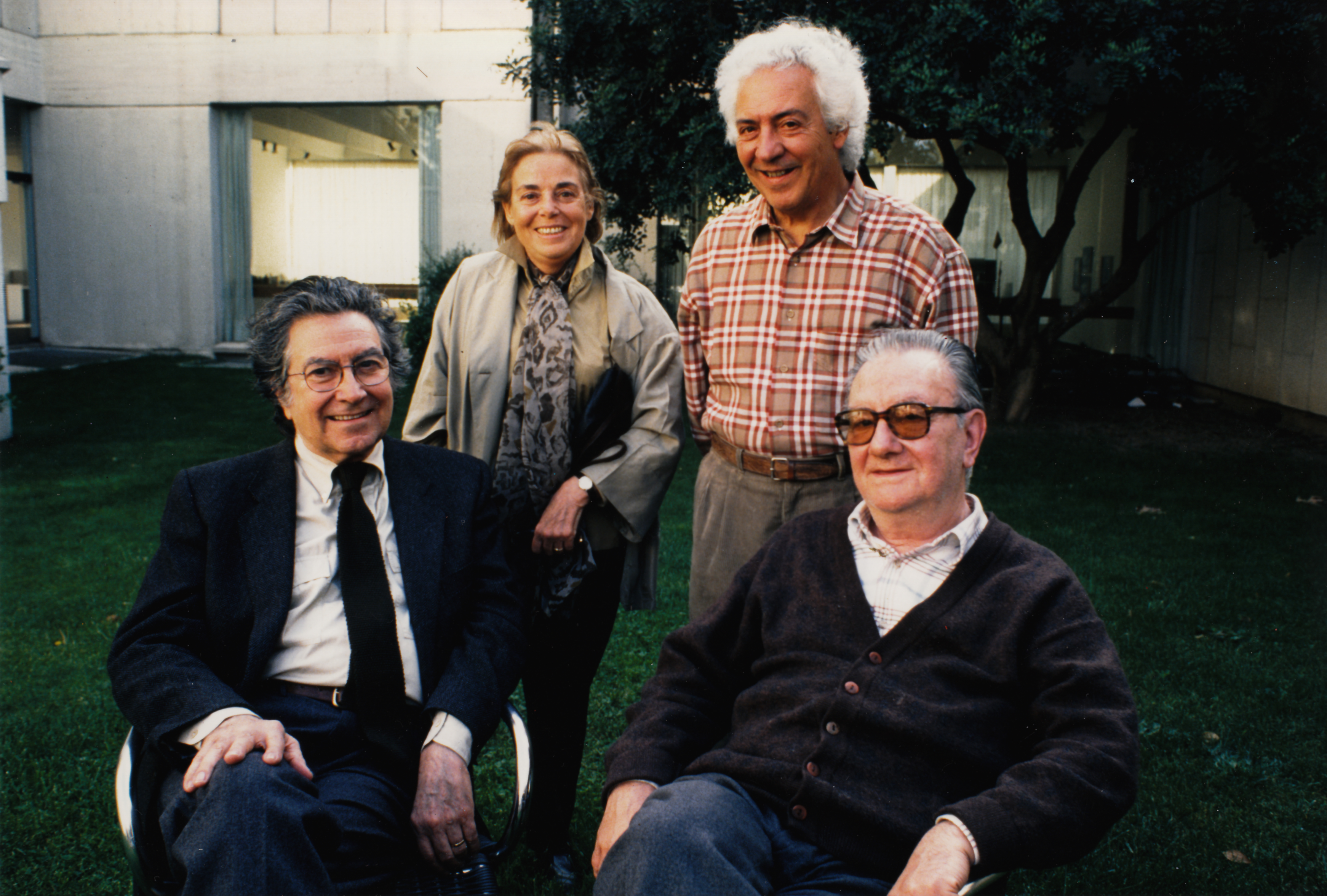
Antoni Tàpies, María Luisa Borràs, Josep Maria Mestres Quadreny y Joan Brossa en la Fundación Miró de Barcelona, hacia 1983.

### COMISARIADO.
Como comisaria organizó alrededor de noventa exposiciones por todo el mundo sobre artistas como por ejemplo Aristide Maillol, Pablo Gargallo, Xavier Corberó, Matisse, Magritte, Joan Miró, Picasso, Wolf Vostell, Joan Ponç, Arranz Bravo, Augusto Monte, Marcel Martí, Frederic Amat, Roberto Matta, Man Ray, Beverly Pepper, De Sucre, Tàpies, Jean Arp, Dennis Oppenheim, Llimós, Cuixart, Olga Sacharoff, Joan Brossa, Enric C. Ricart, Warhol,. Dio a conocer a los que ella denominó "Los Catalanes de París": Benet Rossell, Rabascall, Xifra, Selz, o Miralda. Borràs presentó a este último en la Bienal de Venecia en 1990 cuando fue comisaria del pabellón español. Así mismo, se interesó por el arte contemporáneo del Magreb, el Arte Cubano y del Caribe actual, entre otros, dedicándoles diferentes exposiciones.

### ESTUDIOS Y MONOGRAFÍAS.
María Luisa Borràs ha dejado una bibliografía con más de treinta publicaciones sobre temas de arte, como su trabajo sobre el arquitecto Antoni Gaudí (1972), o el que dedicó a los “Coleccionistas de arte en Cataluña” (1986-1987), así como varias monografías centradas en Eduardo Chillida (1974), Moisès Villèlia (1974), Carles Delclaux (1991), Porta Missé (1995), Wifredo Lam (1996), Ramón Pichot (1997), Andrés Nagel (2003), Floreal (2003), Dalí (2004) o Niebla (2009), sin olvidar los estudios sobre la obra de Alexander Calder y de Duchamp. Este último atrajo particularmente su atención, como también lo hizo el poeta y boxeador Arthur Cravan, al cual consagró la monografía “Cravan, une stratégie du scandale” (1996).

## Legado
En 2004 se instaló en Palafrugell, pueblo natal de su padre. Allí vivió y trabajó durante sus últimos cinco años, hasta su defunción el 23 de enero de 2010 debido a un fallo cardiorrespiratorio.
Una pequeña parte de su biblioteca —una sección formada por más de 20.000 volúmenes— fue gestionada por la asociación Gresol gracias a la financiación de la Fundación Elsa Peretti. Finalmente, en el verano 2019, estos archivos fueron trasladados, siempre con el soporte de la Fundación Peretti, a la Biblioteca de la Universidad de Gerona para incorporarse a sus Fondos Especiales, en los cuales se reúnen colecciones y bibliotecas particulares de personas relevantes [18].
El resto de biblioteca y documentación personal de Borràs ha sido conservada por su hija, Adelaida Frías, hasta enero del 2015, en que hizo donación de todo ello al MACBA. Este fondo personal se compone de más de 60.000 documentos de archivo de diferentes tipologías (manuscritos, correspondencia, fotografías, audiovisuales, entre otros) y unos 1.500 libros y revistas de su biblioteca.
En cuanto a los documentos audiovisuales "Fotoscops Sonors", se conservan en la Filmoteca Nacional de Catalunya.
Borràs defendía que la función del crítico era compartir con el lector su conocimiento y darle las claves para ayudarlo a entender la obra:

## Selección de libros publicados[17]
- Niebla, pintura 1987-2009 Casavells: Fundación Niebla, 2009. DL: V-2204-2009
- Salvador Dalí, vida i obra d'un geni: Barcelona. Columna Idees, 2004. ISBN 84-664-0482-1
- Andrés Nagel, una década: Madrid. Turner, 2003. ISBN 84-7506-613-5
- Floreal Barcelona : Polígrafa, 2003. ISBN 84-343-1035-X
- Ramon Pichot Barcelona : Àmbit, 1997. ISBN 84-89681-13-9
- Catálogo razonado de Wifredo Lam (1923-1960) (período español), Volumen I, París: Acatos, 1996.
- Arthur Cravan: une stratégie du scandale París : Éditions Jean-Michel Place, 1996. ISBN 2-85893-194-
- Porta Missé, Barcelona, Atika, 1995. ISBN 84-89433-00-3
- CUBA SIGLO XX, Modernidad y Sincretismo, Spain: Tabapress, Centro Atlántico de Arte Moderno, p. 422. 1995. ISBN 84-89152-07-1
- Arthur Cravan: una biografía, Barcelona : Sirmio, Qüaderns Crema,1993. ISBN 84-7769-076-6
- Enric Cristòfol Ricart, de la pintura al gravat. Ed. Museu de Vilanova, 1992.
- Delclaux: artista i mestre de Tapís, Gerona : Col·legi oficial d'aparelladors i arquitectes tècnics, D.L. 1991. ISBN 978-84-606-0393-1
- Amèlia Riera, Barcelona, Ambit, 1990. ISBN 84-87342-59-0
- Porta-Missé, Barcelona: Danés, 1988.
- Coleccionistas de arte en Cataluña, Barcelona: Biblioteca de La Vanguardia, 1987. DL: 25081
- Picabia: Barcelona : Polígrafa, D.L. 1985. ISBN 84-343-0414-7 (traducido al francés por Albin Michel, París; al inglés por Thames y Hudson, Londres; por Rizzoli, Nueva York, y publicado en Alemania por Prestel-Verlag)
- Rencontres de Gabrielle Buffet-Picabia, París: Belfond, 1977. ISBN 2-7144-1113-4
- Arte del África negra, (selección y secuencia de fotos) Colección Fotoscop, Barcelona : Polígrafa, 1976.Arte de Papúa y Nueva Guinea, (selección y secuencia de fotos) Colección Fotoscop, Barcelona: Polígrafa, 1976.
- Wolf Vostell. Analogien und Antagonismen. Catálogo: Wolf Vostell. Zyklus Extremadura. Galerie van de Loo, Múnich, 1975.[18]
- Sert, arquitectura mediterránea (texto y fotos) Colección Fotoscop, Barcelona : Polígrafa + Cercle d'Art, París,1974. DL: B.13-626-1974 ISBN 2-7022-0097-4
- Escultor Moisés Villèlia, Barcelona: Polígrafa, 1974. ISBN 84-343-0197-0
- Los espacios de Chillida, (selección y secuencia de fotos) Colección Fotoscop, Barcelona: Polígrafa, 1973.
- Gaudí, Tokio: Edita 1972
- Domènech y Montaner: arquitecto del modernismo (texto y fotos) Colección Fotoscop, Barcelona : Polígrafa,1971. DL: B.19.110-1971
- Arquitectura Contemporánea Japonesa (texto) Colección Fotoscop, Barcelona : Polígrafa,1970. DL: B.44.701-1970
- Katsura Daitokuji Colección Fotoscop, Barcelona (texto) : Polígrafa,1970. DL: B.10.460-1970
- El Mundo de los Juguetes (texto) Colección Fotoscop, Barcelona : Polígrafa,1969. DL: B.13.867-1969
- Arte del Objeto Japonés (texto) Colección Fotoscop, Barcelona : Polígrafa,1969.
- Arquitectura Finlandesa (texto) Colección Fotoscop, Barcelona : Polígrafa,1967. DL: B.36.522-1967

## Distinciones
- 1987- Premio ACCA (Associació Catalana de Crítics d’Art).[2][5][8]
- 2004- Medalla de oro al mérito artístico del Ajuntament de Barcelona.[2][5][6][8]
- 2006- ingreso en la Reial Acadèmia Catalana de Belles Arts de Sant Jordi.[2][5][6][8]